# 恩城乡
恩城乡，是中华人民共和国广西壮族自治区崇左市大新县下辖的一个乡镇级行政单位。

## 行政区划
恩城乡下辖以下地区：
恩城社区、维新村、陆榜村、新合村、新圩村、如龙村、护国村和和平村。